# Edwin Long
Pour les articles homonymes, voir Long.
Edwin Longsden Long, de la Royal Academy of Arts, né le 12 juillet 1829 et mort le 15 mai 1891, est un peintre anglais, portraitiste, de genre biblique puis orientaliste.

## Biographie
Il est tout d’abord portraitiste. Sa première peinture d’importance est « The Suppliants » (1872) et « The Babylonian Marriage Market » En 1874, après ses visites en Espagne, en Égypte et en Syrie, son travail prend une nouvelle direction et il commence à peindre des scènes orientales. Sa peinture « Diana or Christ » (1881) accroît sa réputation. Puis « Anno Domini » et « Zeuxis at Crotona » sont des succès commerciaux.
Il meurt d'une pneumonie en 1891.

## Héritage
Ses œuvres continuent de fasciner les historiens de l'art et les amateurs de peinture. Ses scènes orientalistes présentent souvent des sujets religieux ou mythologiques, mais sont également imprégnées de la culture et de la vie quotidienne des personnes qu'il rencontre au cours de ses voyages.
Avec son style précis et réaliste, Long parvient à capter l'essence même de l'Orient et la retranscrire avec une grande finesse sur la toile, laissant derrière lui un héritage artistique riche et varié.

## Galerie

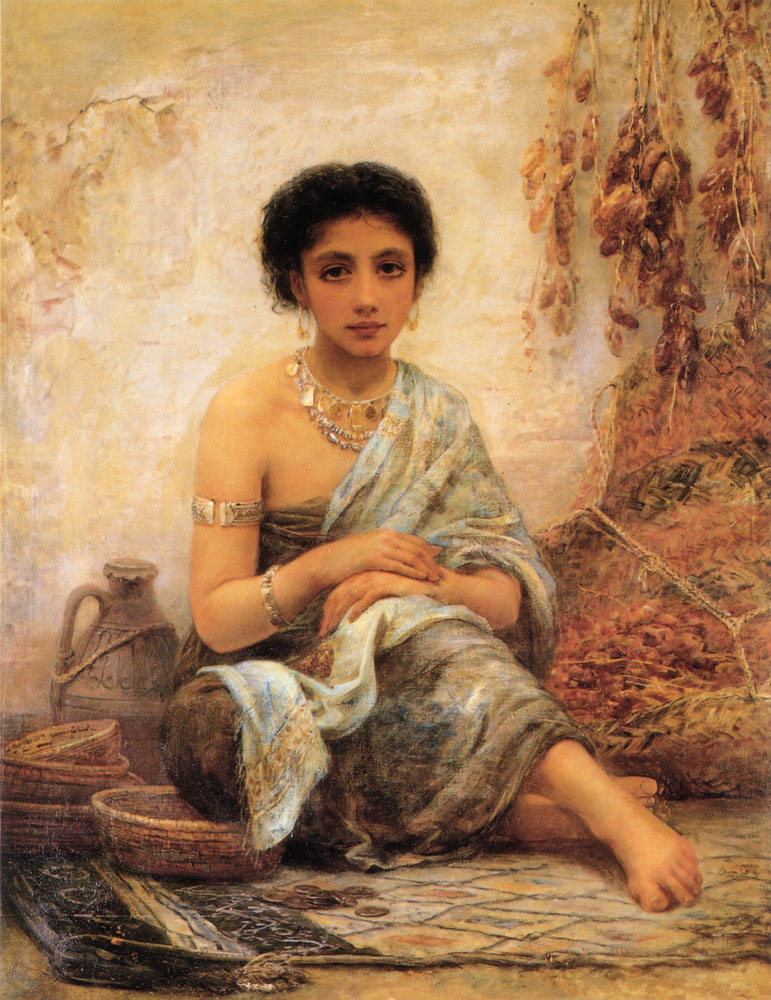
« La vendeuse de dattes »
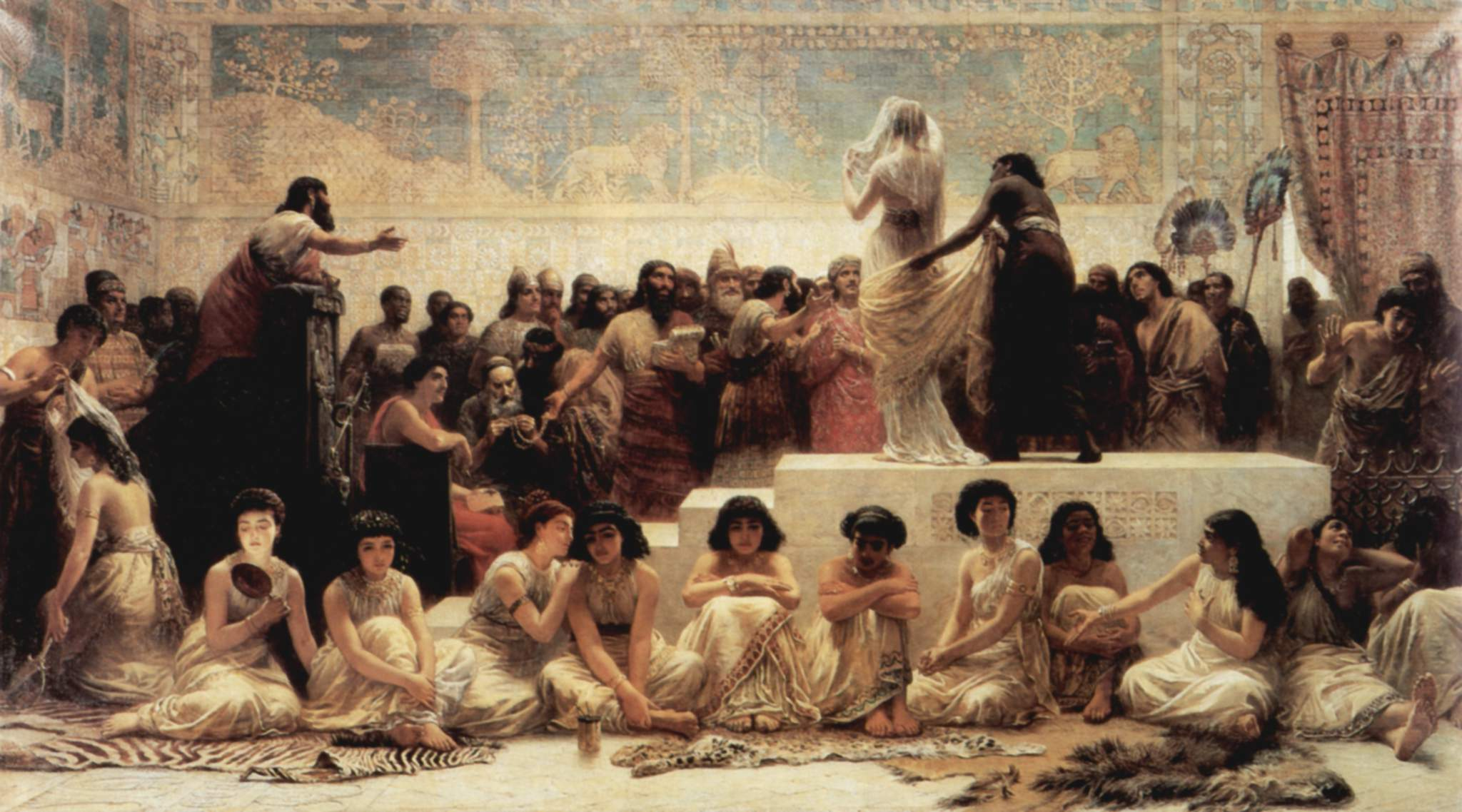
« The Babylonian Marriage Market » (« Le marché babylonien du mariage »)
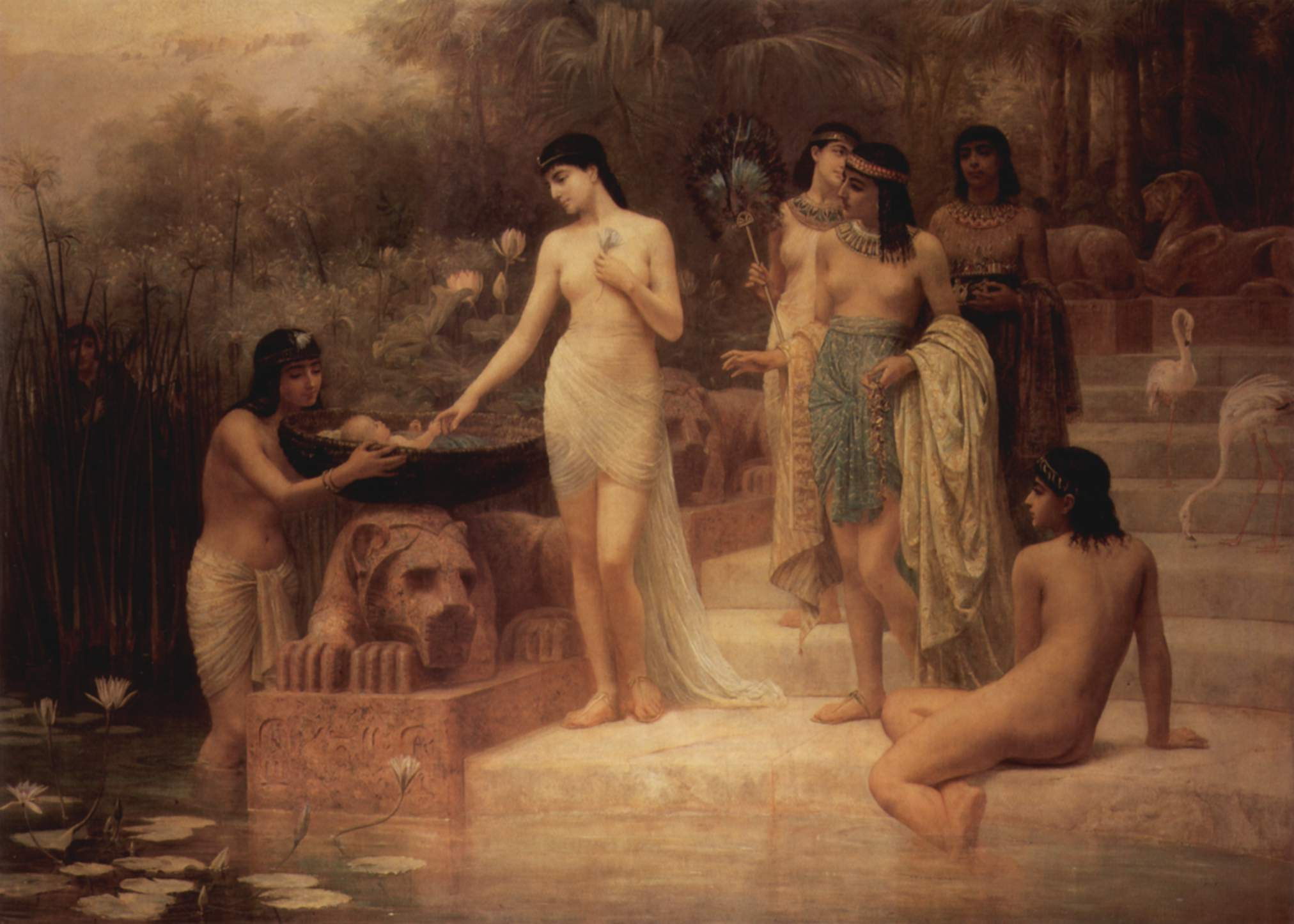
« The finding of Moses » (« La Découverte de Moïse »)
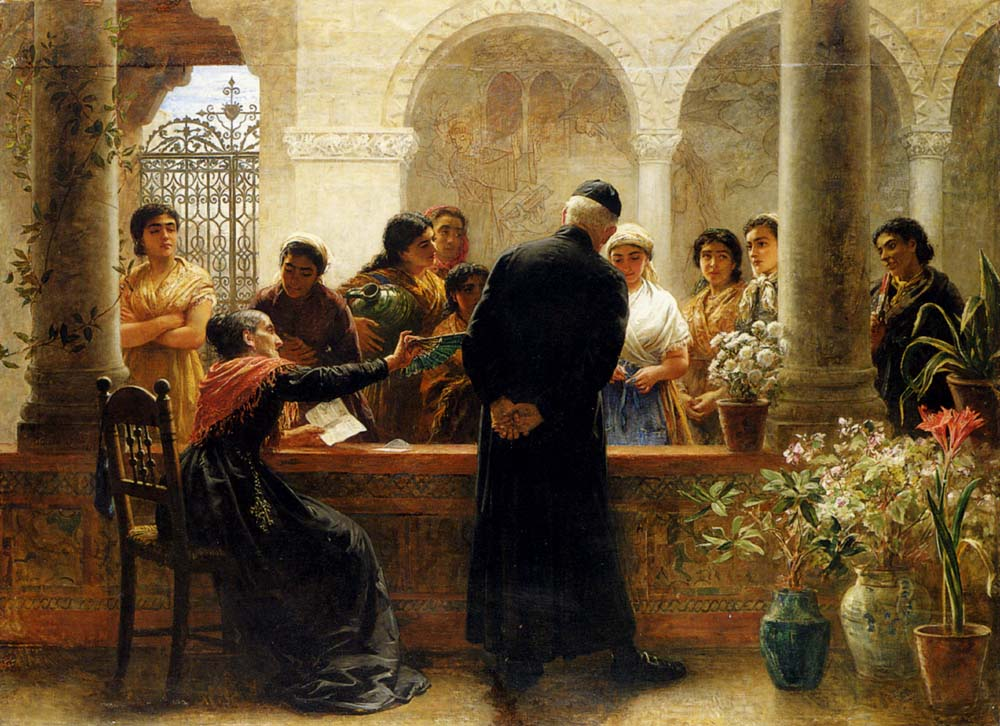
« The Approval » (« L'Approbation »)
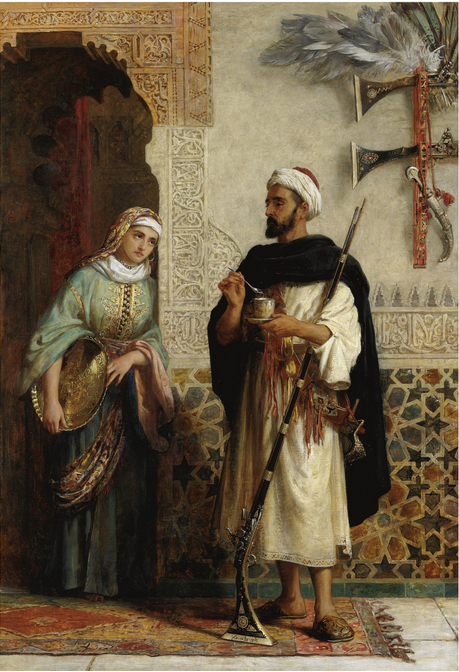
« The Palace Guard » - 1887